# Robert Paxton
Pour les articles homonymes, voir Paxton.
 Robert Owen Paxton (/ˈɹɑbəɹt ˈoʊɪn ˈpækstən/), né le 15 juin 1932 à Lexington (Virginie), est un historien américain. Spécialiste de la Seconde Guerre mondiale, il a notamment conduit des recherches importantes sur la France de Vichy.

## Biographie
Né le 15 juin 1932 dans une famille bourgeoise de Lexington (Virginie), petite ville où se trouve l'institut militaire de l'État, Robert Owen Paxton visite Paris pour la première fois en 1950, à l'occasion d'un voyage familial. Il étudie ensuite l'histoire à l'université Washington et Lee puis à Oxford et à Harvard.
Il s'installe à Paris en 1960 pour faire sa thèse sur la formation des officiers français, mais oriente finalement son travail de thèse sur l'étude de l'Armée d'armistice. De décembre 1960 à août 1961, il a des entretiens avec plusieurs de ses responsables, dont les généraux Maxime Weygand, Touzet du Vigier, Georges Revers, Henri Zeller.
En consultant les archives allemandes, il constate que celles-ci divergent de l’Histoire de Vichy publiée en 1954 par Robert Aron qui le reçoit à l'époque, lui remet ses documents et lui permet de rencontrer Henri Noguères, afin qu'il puisse consulter les archives de son père, Louis Noguères, ancien président de la Haute Cour de justice. Robert Aron avait presque exclusivement travaillé à partir de documents de la Haute Cour de justice, sans tenir compte de ce que les accusés cherchaient avant tout à se défendre, et les procureurs à démontrer que tel article du Code pénal avait été violé, le souci de la vérité historique n'y gagnant guère.
En 1966, Paxton publie sa thèse Parades and Politics at Vichy. The French Officer Corps under Maréchal Pétain (Princeton University Press) et devient professeur à l'université de Columbia, à New York. Ce livre passe inaperçu en France ; il ne sera traduit qu'en 2003 et publié sous le titre L'Armée de Vichy.
En 1972, il publie le livre qui le rendra célèbre : Vichy France: Old Guard and New Order, traduit en français en 1973 sous le titre La France de Vichy. Les thèses développées dans ce livre sont notamment étayées par les archives allemandes saisies par les autorités américaines. Il met alors en avant au travers de cet ouvrage la participation du gouvernement français à la déportation des Juifs.
Il reprend également les travaux de l'historien allemand Eberhard Jäckel sur la politique hitlérienne à l'égard de la France (Frankreich in Hitlers Europa – Die deutsche Frankreichpolitik im Zweiten Weltkrieg, paru en 1966 ; traduit en français en 1968 sous le titre : La France dans l'Europe de Hitler).
Tout en restant professeur à Columbia, Paxton a écrit ensuite une série d'ouvrages sur la France pendant les périodes de la Seconde Guerre mondiale et de l'entre-deux-guerres. Il est membre du conseil scientifique de l'Institut François-Mitterrand.

## La «révolution paxtonienne»
La traduction en 1973 de son ouvrage La France de Vichy marque une rupture, souvent considérée comme décisive dans l'historiographie de la France sous l'Occupation. Dans sa préface, Stanley Hoffmann soutient que « sur deux points capitaux, l'apport de Paxton est révolutionnaire » : il n'y a pas eu double jeu de la part de Vichy, et le régime n'a pas joué l'effet de « bouclier » en épargnant certaines souffrances aux Français.
Plus tard, les historiens Henry Rousso et Jean-Pierre Azéma opposeront Paxton à Robert Aron dont l'ouvrage l’Histoire de Vichy a connu un succès certain entre sa parution et la fin des années 1970. Selon Rousso et Azéma, Aron aurait défendu l'idée que Pétain, le « bouclier des Français », aurait su jouer double jeu avec Hitler. Ces historiens mettent notamment l'accent sur une petite partie de la conclusion de Robert Aron :

« Le dernier fait consiste en l’équivoque que Vichy a créée dans l’opinion publique française et dont toutes les conséquences ne sont pas encore apaisées. Si l’on juge d'après les déclarations officielles du Maréchal, de Darlan, ou de Laval, Vichy, à partir du renvoi de P.E Flandin, joue le jeu de l'occupant et s’aligne peu à peu sur la politique de l'Axe. En réalité, négociations secrètes, télégrammes clandestins, mesures dilatoires, toutes impossibles à percevoir par l’opinion, ne cessent de réduire la collaboration proclamée. Mais cela les Français ne pouvaient pas le savoir. »

Paxton bouleverse la lecture de l'histoire du régime de Vichy en affirmant que le gouvernement de Vichy a non seulement collaboré en devançant les ordres allemands : il a aussi voulu s'associer à l'« ordre nouveau » des nazis avec son projet de Révolution nationale.

Selon Henry Rousso : 
« […] La France de Vichy a proposé tout d'abord une interprétation globale du régime, de son idéologie et de son action concrète, qui a mis en lumière la profonde cohérence du projet vichyste. Celle-ci s'articule autour de l'idée centrale selon laquelle les élites dirigeantes du régime ont eu une assez claire conscience du lien qui existait entre les choix de « politique extérieure » et de politique intérieure, entre la collaboration d'État — un concept mis en avant par Stanley Hoffmann et consacré désormais par l'usage —, qui croyait redonner à la France une part de souveraineté perdue dans la défaite, et la Révolution nationale, une idéologie et une pratique qui visaient à la constitution d'un régime en rupture avec l'héritage républicain.  »
En s'appuyant sur les archives américaines et allemandes, l'entreprise de Paxton vise à démolir l'idée d'un Vichy jouant double-jeu et tentant de sauver tout ce qui pouvait l'être. Au contraire, Pétain, Laval et Darlan ont toujours recherché la collaboration avec l'Allemagne nazie, et multiplié les signes et les gages de leur bonne volonté à s'entendre avec le vainqueur, allant souvent spontanément au-devant des exigences allemandes.
Loin d'avoir protégé les Français, le concours de Vichy a permis aux Allemands de réaliser plus facilement tous leurs projets — pillage économique et alimentaire, déportation des Juifs, exil forcé de la main-d'œuvre en Allemagne. Avec leur peu de troupes, de policiers et de fonctionnaires, jamais les Allemands n'auraient pu gérer un pays développé aussi vaste sans le concours actif du gouvernement, de l'administration et de la police.
Quant au supposé double jeu de Vichy, toujours selon Paxton, il n'a jamais existé. Les rares contacts officieux et sans suite avec Londres, fin 1940, démesurément gonflés et surinterprétés après la guerre par les partisans de Vichy, ne pèsent rien au regard de la réalité de la Collaboration, indéfectiblement poursuivie jusqu'à l'été 1944 inclus.
Paxton a également remis en lumière le programme de « Révolution nationale » appliqué par Vichy. L'État français n'est pas qu'un accident de l'histoire, une parenthèse ou une pure antenne de l'occupant. Il puise dans diverses traditions françaises de longue durée et doit beaucoup aux divisions franco-françaises des années 1930. Son programme mêlant projets réactionnaires et modernisateurs ne manque nullement de cohérence, et il est parfaitement autonome. Les Allemands n'ont en rien imposé la fondation de ce nouveau régime, et les statuts des Juifs par exemple furent des initiatives françaises prises sans la moindre pression de l'occupant.
Paxton montre enfin que Révolution nationale et Collaboration sont les deux faces de la même médaille : pour appliquer la première, Vichy a besoin de l'entente avec un Reich victorieux. Il ne perçoit pas la dimension planétaire du conflit, croit la guerre finie avec la défaite de la France, et de toute façon, une victoire alliée ne ferait que ramener les Juifs, les francs-maçons, les communistes et les républicains.
Dans les trente années qui ont suivi la parution de La France de Vichy, de nombreux historiens comme Rousso ou Azéma se revendiquent comme héritiers de Paxton, en apportant des approfondissements variés et diverses nuances. D'autant que Paxton a prolongé en 1981 l'analyse dans une étude plus spécialisée sur l'antisémitisme du régime de Vichy : Vichy et les Juifs.
Lors de la réédition du premier des deux livres, en 1997, Robert Paxton revient sur une de ses motivations lors de la rédaction de l'ouvrage :

« Quand je relis aujourd'hui certains jugements prononcés par moi à l'époque (comme ceux des pages 62-63 et 288), je concède qu'ils sont bien trop totalisants et parfois féroces. Ils étaient influencés, je le reconnais, par ma répulsion devant la guerre menée au Vietnam par mon propre pays. Mais, à mes yeux, il est toujours légitime de dire que le régime de Vichy aura été de bout en bout souillé par son péché originel, le fatal choix de juin 1940 : au lieu de s'en tenir aux clauses de l'armistice et de limiter son action à l'administration du territoire, le nouveau gouvernement s'est lancé dans cette entreprise de revanche politique et de discrimination civique qu'était la révolution nationale. Les décrets constitutionnels du 11 juillet 1940, première étape de ce parcours fatal, n'étaient pas une réponse aux nécessités de l'heure mais le fruit d'un opportunisme partisan. Ils étaient le contraire de l'« union sacrée » de 1914, et bien plus compromettants que le simple régime de gestion des affaires courantes adopté dans les autres pays occupés de l'Europe de l'Ouest. Le maréchal Pétain aura réussi à introduire une confusion, qui persiste encore de nos jours, entre le nécessaire maintien d'une armature étatique dans la France occupée (ce qu'ont fait les autres pays) et l'installation d'un gouvernement en zone non occupée qui utiliserait sa demi-liberté à des fins politiques partisanes. Le caractère unique de l'accommodement trouvé par Vichy avec Hitler doit être souligné, tout comme le fait qu'il n'était pas nécessaire : l'armistice ne l'exigeait pas et les nazis n'en demandaient pas tant. Le régime en sera souillé, au point que sa pratique administrative la plus routinière sera associée à des actes de collaboration scandaleux. Bien des citoyens vertueux seront donc contraints de se faire complices d'actes qu'ils auraient abhorrés en d'autres circonstances. En cela, le maréchal Pétain et ses conseillers ont trahi bien des patriotes qui leur faisaient confiance et croyaient n'accomplir que leur devoir de citoyen : la faute la plus grave du régime est là. »

## Opposition aux thèses de Paxton

### Vichy et les Juifs
L'historien Laurent Joly relève que le travail de Paxton, qui réfute les thèses révisionnistes, pétainistes ou lavalistes, ou seulement « réconciliatrices », notamment la thèse du bouclier et de l'épée, a été contesté à partir des années 2010 par les historiens Alain Michel et Jean-Marc Berlière, qui vont à l'encontre de l'historiographie sur le sujet — Alain Michel affirme ainsi que Laval a cherché à protéger les Juifs français en livrant les Juifs étrangers. L'analyse d'Alain Michel est, entre autres, reprise par le polémiste et homme politique d'extrême droite Éric Zemmour.
Serge Klarsfeld relève des « clichés sur les responsabilités des divers grands protagonistes de ce drame, parfois même des refus de prendre en considération certains faits importants quand ils risquaient de déparer une théorie séduisante ». Il souligne que Paxton fait à tort porter à Laval une responsabilité qui appartient à Bousquet et illustre ce fait par des citations relatives aux négociations entre Carl Oberg et Laval.
Quant au soutien de la population française à la législation antisémite tel qu'avancé par Paxton, c'est-à-dire à partir de 1941 et à l'issue d'une première phase d'indifférence, il est contesté par Georges Wellers dès 1981, qui souligne en outre « le poids de l’opinion publique hostile aux persécutions antisémitiques de Vichy dès qu’elle a pu prendre la mesure de leur cruauté et de leur ampleur » (à l'été 1942), puis par Serge Klarsfeld en 1983,,. Depuis, note Renée Poznanski en 1992, la description d'une société impliquée dans son ensemble continue d'être contestée.

### La Résistance
Dans sa biographie de Pétain, l'historien Marc Ferro est critique vis-à-vis de la position de Paxton concernant la Résistance. Il considère en effet qu'il fait « une erreur d'appréciation », son analyse se basant sur des chiffres tirés des archives et interprétés sans tenir compte du contexte.
Selon Paxton, cité par Ferro : « Environ 45 000 volontaires, s'engagent en 1944 dans l'odieuse Milice, en partie peut-être pour échapper au STO, en partie par fanatisme, en partie aussi pour aider à défendre « l'ordre public ». Si l'on y ajoute les effectifs de police et la garde militaire, il est vraisemblable qu'en 1943-1944 il y a autant de Français travaillant à écraser le désordre que de résistants. Presque toute la population veut être débarrassée des Allemands mais pas au prix de la révolution. »
Et Ferro de faire remarquer : « Laissons ces chiffres, pris aux Archives, mais qui n'ont aucun sens : tous les Français qui résistent ne résistent pas nécessairement dans un réseau ou une unité enrégimentés… Un paysan ou un fonctionnaire qui aide des résistants ne figure pas sur les rôles des réseaux ni des unités militaires de la Résistance. Surtout, ce que la plupart redoutent, ce n'est pas la révolution : c'est d'être fusillés par les Allemands. […] », cela expliquant, d'après lui, l'attentisme des Français et même une certaine hostilité aux résistants : « […] beaucoup espèrent être libérés sans avoir à recevoir des coups. Mais ces attentistes sont cent fois plus nombreux que ceux qui sympathisent avec la Milice. Ce qui ne les empêche pas de continuer à aimer Pétain, qui les comprend et applique le mot d'ordre de Verdun : attendre avant de sortir le nez de son trou. Le feu tue ».
La critique faite à l'auteur de La France de Vichy, sur cette question, est qu'en voulant démontrer la volonté de collaborer de Pétain, en s'appuyant sur les archives allemandes : « Robert Paxton finit par ne plus voir que ces documents ne peuvent donner la mesure de la terreur nazie en France, surtout en 1943-1944, ni aider à expliquer les équivoques de la politique de Vichy. […] ».
Ferro juge également que le parallèle fait par Paxton avec la Pologne n'est pas non plus pertinent. À la supposition de Paxton que, si, comme la Pologne, la France avait « résisté dès le premier jour », elle aurait été traitée différemment (les Français n'auraient pas été traités en Untermenschen [sous-hommes] comme les Slaves) il oppose les massacres d'Ascq, des Glières, d'Oradour-sur-Glane ou de Tulle. Pour Ferro, les différences de réactions des deux pays résident dans les traditions historiques propres à la Pologne (elle fut de tous temps l'objet d'agressions de ses voisins) alors que la France n'avait pas connu, avant 1940, un tel désastre.

### Les troupes d'occupation en France
Dans une conférence donnée à Lyon en octobre 2006, l'historien Pierre Laborie avance que certains historiens, et il cite nommément Paxton, ont été amenés à « minimiser le poids de l'Occupation ». Et il affirme que l'argumentation de Paxton repose parfois sur des erreurs grossières, :

« Dans l'édition de 2005 de La France de Vichy, page 12, Paxton écrit que jusqu'en 1943, il n'y a eu que 40 000 soldats allemands (des « vieux ») ; les forces nouvelles seraient arrivées plus tard, et elles auraient été placées sur les côtes. C'est une grossière erreur, gênante en raison du commentaire qui l’accompagne, et malheureusement répétée au cours des éditions, en dépit des démarches effectuées [au moins par Pierre Laborie] pour attirer l’attention de l’éditeur sur la bévue. Les seules troupes de sécurité (maintien de l’ordre) représentaient 100 000 hommes fin 1941, 200 000 en 1943. À leurs côtés, les troupes d’opérations comptaient 400 000 hommes en 1942-43 et ces effectifs seront portés à environ un million d’hommes au début de 1944. On peut regretter que le respect légitime à l’égard du grand historien de Vichy conduise à rester silencieux devant un point contestable de son travail et à lui attribuer une sorte de statut de « vache sacrée » qu’il n’a certainement jamais revendiqué. »

## Publications
- (en) Robert Paxton, Parades and Politics at Vichy : the French Officer Corps under Marshall Pétain, Princeton (New Jersey), Princeton University Press, 1966, XII-472 p. (présentation en ligne)Il s'agit de la thèse de doctorat de Paxton, éditée pour la 1re fois en 1966.
  - Robert Paxton (trad. de l'anglais par Pierre de Longuemar, postface Claude d'Abzac-Epezy), L'Armée de Vichy : le corps des officiers français, 1940-1944 [« Parades and Politics at Vichy : the French Officer Corps under Marshall Pétain »], Paris, Éditions Tallandier, 2004, 586 p. (ISBN 2-84734-139-0, présentation en ligne).
  - Robert Paxton (trad. Pierre de Longuemar, postface Claude d'Abzac-Epezy), L'Armée de Vichy : le corps des officiers français, 1940-1944 [« Parades and Politics at Vichy : the French Officer Corps under Marshall Pétain »], Paris, Éditions du Seuil, coll. « Points. Histoire » (no 352), 2005, 586 p. (ISBN 2-02-067988-4 et 2-02-067988-4, présentation en ligne).
- (en) Robert Paxton, Vichy France : Old Guard and New Order, 1940-1944, New York, A.A. Knopf, 1972, X-399-XXI
  - Robert Paxton (trad. Claude Bertrand, préf. Stanley Hoffmann), La France de Vichy 1940-1944 [« Vichy France : Old Guard and New Order, 1940-1944 »] [« La France de Vichy : vieille Garde et Ordre Nouveau, 1940-1944 »], Paris, Éditions du Seuil, coll. « L'Univers historique », 1973, 375 p. (présentation en ligne).
  - Robert Paxton (trad. Claude Bertrand, préf. Stanley Hoffmann), La France de Vichy 1940-1944 [« Vichy France : Old Guard and New Order, 1940-1944 »] [« La France de Vichy : Vieille Garde et Ordre Nouveau, 1940-1944 »], Paris, Éditions du Seuil, coll. « Points Histoire », novembre 1997 (réimpr. 1999) (1re éd. 1973), 475 p. (ISBN 978-2-02-039210-5, présentation en ligne).
- (en) Robert Paxton et Michaël R. Marrus, Vichy France and the Jews, New York, Basic Books, 1981, XIV-432 p. (présentation en ligne).
  - Robert Paxton et Michaël R. Marrus (trad. Marguerite Delmotte), Vichy et les Juifs [« Vichy France and the Jews »], Paris, Calmann-Lévy, coll. « Diaspora » (no 20), 1981, 431 p. (ISBN 2-7021-0407-X, présentation en ligne).
  - Robert Paxton et Michaël R. Marrus (trad. de l'anglais par Marguerite Delmotte), Vichy et les Juifs [« Vichy France and the Jews »], Paris, Calmann-Lévy, coll. « Diaspora », 2015, 2e éd., 601 p. (ISBN 978-2-7021-5702-2, présentation en ligne).
- (en) Robert Paxton (dir.) et Nicholas Wahl (dir.), De Gaulle and the United States : a centennial reappraisal, Oxford/Providence (Rhode Island), Berg Publishers, 1994, XIX-433 p. (ISBN 0-85496-998-5, présentation en ligne).
- Robert Paxton (trad. Jean-Pierre Bardos), Le Temps des chemises vertes : révoltes paysannes et fascisme rural, 1929-1939 [« French Peasant Fascism : Henry Dorgeres Greenshirts and the Crises of French Agriculture 1929-1939 »], Paris, Éditions du Seuil, coll. « L'univers historique », 1996, 312 p. (ISBN 2-02-020949-7, présentation en ligne), [présentation en ligne], [présentation en ligne], [présentation en ligne], [présentation en ligne].
- Robert Paxton (trad. William Olivier Desmond), Le Fascisme en action [« The Anatomy of Fascism »], Paris, Éditions du Seuil, coll. « Points. Histoire » (no H371), 2007 (1re éd. 2004, Éditions du Seuil, coll. « XXe siècle »), 435 p. (ISBN 978-2-7578-0293-9, présentation en ligne).
- 6 juin 44, avec Jean-Pierre Azéma et Philippe Burrin, éd. Perrin/Mémorial de Caen, 2004, 200 p.  (ISBN 2-262-01981-9 et 978-2-262-01981-5).
- Robert Paxton, Laura Lee Downs (dir.) et Stéphane Gerson (dir.) (trad. de l'anglais), Pourquoi la France ? : des historiens américains racontent leur passion pour l'Hexagone, Paris, Éditions du Seuil, coll. « L'Univers historique », 13 septembre 2007, 374 p. (ISBN 978-2-02-092561-7 et 2020925613), « Une identité entre-atlantique ».
- (en) Europe in the Twentieth Century, avec Julie Hessler, Paperback, 2011.
  - Robert Paxton et Julie Hessler (trad. de l'anglais par Evelyne Werth et Léa Drouet, adapté en langue française par Robert O. Paxton avec le concours d'Antoine Sabbagh), L'Europe au XXe siècle [« Vichy France and the Jews »], Paris, Éditions Tallandier, 2011, 741 p. (ISBN 978-2-84734-818-7, présentation en ligne), [présentation en ligne].
  - [Exposition. New York, New York public library. 2009] Archives de la vie littéraire sous l'Occupation [Texte imprimé] : à travers le désastre ([réunies et légendées de] Robert O. Paxton, Olivier Corpet et Claire Paulhan (Note(s) : Publ. à l'occasion de l'exposition présentée à la New York Public Library, avril-juillet 2009. - Bibliogr. p. 432. Index)), Paris, Tallandier ; Saint-Germain-la-Blanche-Herbe : IMEC, 2009, 446 p., ill. en noir et en coul. ; 25 cm (BNF 42058179).

## Récompenses et distinctions
- Officier de la Légion d'honneur (2009)[25]
- Officier de l'ordre national du Mérite (1997)[26]
- Commandeur de l'ordre des Arts et des Lettres (1996)[27]
- Docteur honoris causa de l'université de Caen (1994)[28]